# Bruno Venturini
Bruno Venturini   (Carrara, 26 de setembre de 1911 - Lecce, 7 de març de 1991) fou un futbolista italià que va competir durant la dècada de 1930. Jugava de porter.
Nascut a Carrara, s'inicià en el futbol a l'equip local, el Carrarese Calcio (1927-1931). Posteriorment jugà a la Fiorentina (1931-1933), Lucchese (1933-1934), Sampierdarenese (1934-1940), Spezia (1940-1941) i A.C. Liguria (1941-1942). El 1936 va prendre part en els Jocs Olímpics d'Estiu de Berlín, on guanyà la medalla d'or en la competició de futbol.